# Whitwick Castle
Whitwick Castle war eine Burg im Dorf Whitwick in der englischen Grafschaft Leicestershire.
Die Motte stammte aus dem 12. Jahrhundert und gehörte den Earls of Leicester. 1320 erhielt „Henricus de Bello Monte, Consanguineus Regis“ (deutsch Henry Beaumont, Blutsverwandter des Königs) eine königliche Erlaubnis, sein Haus zu befestigen (englisch Licence to Crenellate). Die Umsetzung dieser Erlaubnis könnte einen Angriff von Sir John Talbot provoziert haben. Beaumont beanspruchte das Land, da seine Gattin es geerbt hatte, und es scheint, dass Talbot Whitwick ebenfalls beanspruchen wollte. Zwanzig Jahre später war das Anwesen nichts mehr wert.
Bereits 1427 ist sie als Ruine dokumentiert. Die Fundamente sollen noch Ende des 18. Jahrhunderts sichtbar gewesen sein und auf der Nordseite des Geländes gab es noch bis 1893 eine Mauer.
Der Mound heißt heute Castle Hill und auf ihm steht eine Folly aus dem 19. Jahrhundert mit Zinnen. Diese ließ 1846 ein örtlicher Landbesitzer, Joseph Almond Cropper, als Armenhaus errichten.